# Nikki Martínez
Nikki Martínez (25 de noviembre de 1992) es una deportista puertorriqueña que compitió en taekwondo. Ganó una medalla de plata en los Juegos Panamericanos de 2011 en la categoría de +67 kg.

## Palmarés internacional
| Juegos Panamericanos | Juegos Panamericanos | Juegos Panamericanos | Juegos Panamericanos |
| Año                  | Lugar                | Medalla              | Categoría            |
| -------------------- | -------------------- | -------------------- | -------------------- |
| 2011                 | Guadalajara (México) | Medalla de plata     | +67 kg               |